# صوناي طارق
صوناي طارق وهي سياسية عراقية من أصل تركماني شغلت منصب عضوة في الجمعية الوطنية الانتقالية المؤقتة عامي 2004 و2005. وكانت عضوة في لجنة العلاقات الخارجية فيها.